# Geometry of Love
Geometry of Love ist das 15. Studioalbum des französischen Musikers Jean-Michel Jarre. Veröffentlicht wurde es von Warner Music.

## Besonderheit
Geometry of Love war eine Auftragsarbeit für den Nachtclub VIP Room von Jean-Roch und sollte ursprünglich nur in einer limitierten Auflage von 2.000 Exemplaren erscheinen. Dementsprechend war das Albumcover mit „Project by Jarre for vip room“ beschriftet. Zwar gelangte das Album doch in den Handel, wurde jedoch zunächst nicht nachgepresst. Daher war es lange Jahre nur gebraucht oder als Download erhältlich. Im September 2018 wurde das Album von Sony Music wieder in den Handel gebracht. Fünf der Titel wurden 2006 in anderer Reihenfolge auf dem Kompilationsalbum Sublime Mix erneut veröffentlicht. Auch hierbei handelte es sich um eine limitierte Auftragsarbeit; diesmal für Jaguar.
Bei „Velvet Road“ handelt es sich um eine Neubearbeitung des unveröffentlichten Titels „Children of Space“, der zuvor nur 2001 beim „Rendez-Vous in Space“-Konzert in Okinawa aufgeführt worden war.
Das Album zeigt auf dem Cover den verpixelten Schambereich der französischen Schauspielerin Isabelle Adjani, mit der Jarre kurzzeitig verlobt war. In diesem Zusammenhang ist der Track Near Djaina als Anagramm ebenfalls Adjani gewidmet.

## Produktion und Tracklist
- Geschrieben und arrangiert von Jean-Michel Jarre

1. „Pleasure Principle“ – 6:15
2. „Geometry of Love Part 1“ – 3:51
3. „Soul Intrusion“ – 4:45
4. „Electric Flesh“ – 6:01
5. „Skin Paradox“ – 6:17
6. „Velvet Road“ – 5:54
7. „Near Djaina“ – 5:01
8. „Geometry of Love Part 2“ – 4:06

## Wichtige Versionen
| Jahr | Ausgabeform | Medium | Land       | Label        | Katalognummer | Bemerkung |
| ---- | ----------- | ------ | ---------- | ------------ | ------------- | --------- |
| 2003 | Original    | CD     | Frankreich | Warner Music | 2564606932    | Digipak   |

## Besetzung
- Jean-Michel Jarre – Keyboards und Synthesizer
- Francis Rimbert – künstlerische Mitarbeit